# Apfelbaum-Glasflügler
Der Apfelbaum-Glasflügler (Synanthedon myopaeformis), zuweilen auch als Obsthain-Glasflügler bezeichnet, ist ein Schmetterling aus der Familie der Glasflügler (Sesiidae). Borkhausen gab der Art den Trivialnamen „Stechfliegenschwärmer“.

## Merkmale

### Falter
Die Falter haben durchsichtige Flügel, die nur an den Flügeladern, dem Diskalfleck und den Flügelrändern beschuppt sind. Sie erreichen eine Flügelspannweite von 14 bis 24 Millimetern. Die Vorderflügel sind sehr schmal und spitz. An den Rändern sind sie schwarzbraun gefärbt. Die Fransen sind bräunlich. In der Mitte ist ein länglicher schwarzbrauner Diskalfleck zu erkennen, der vom Vorder- bis zum Hinterrand reicht. Die Hinterflügel haben eine schmale dunkle Saumbinde sowie einen kleinen schwarzbraunen Diskalfleck. Kopf, Fühler, Thorax und Abdomen glänzen blauschwarz bis schwarzgrün. Auf dem vierten Segment des Abdomens befindet sich ein roter oder orangeroter Ring. Die Afterbüschel sind kräftig fächerförmig ausgebildet und von blauschwarzer Farbe, bei den Männchen am Ende zuweilen leicht gelblich.

### Ähnliche Arten
Es besteht eine große Ähnlichkeit zum Kleinen Birken-Glasflügler (Synanthedon culiciformis), der jedoch etwas breitere und rundere Flügel zeigt. Der Heckenkirschen-Glasflügler (Synanthedon soffneri) unterscheidet sich durch den dottergelb gefärbten Ring auf dem vierten Segment.

## Geographische Verbreitung und Vorkommen
Der Apfelbaum-Glasflügler ist in nahezu ganz Europa verbreitet. Außerdem kommt er in Kleinasien und Nordafrika vor. Hauptlebensraum der Art sind Obstplantagen, Obstbaumalleen, Streuobstwiesen und Gärten.

## Lebensweise
Die tagaktiven Falter fliegen in den Monaten Mai bis Juli, gelegentlich bis Anfang September. Besonders aktiv sind sie im Sonnenschein. Sehr gerne besuchen sie dann die Blüten verschiedener Pflanzen, beispielsweise diejenigen von Holunder (Sambucus), Kratzdisteln (Cirsium), Schneeball (Viburnum), Liguster (Ligustrum) oder Himbeere (Rubus idaeus). Männliche Falter fliegen auch Pheromonfallen an. Die madenförmigen Raupen leben ein- oder zweijährig unter der Rinde von Obstbäumen, dazu zählen: Kulturapfel (Malus domestica), Holzapfel (Malus sylvestris), Kultur-Birne (Pyrus communis), Pflaume (Prunus domestica), Gewöhnliche Traubenkirsche (Prunus padus), Vogel-Kirsche (Prunus avium) und  Aprikose (Prunus armeniaca). Außerdem wurden sie an Weißdornarten (Crataegus) nachgewiesen. Bevorzugt leben sie in verletzten, kranken oder älteren Bäumen. In Obstplantagen können sie jahr- und gebietsweise schädlich auftreten. Dabei treten auch erhebliche Sekundärschäden durch Pilzbefall an den Fraßgängen auf. Als Schutzmaßnahme kommt neben dem Einsatz der Pheromonfallen auch die Verwirrmethode zur Anwendung. Die Raupen überwintern und verpuppen sich im Frühjahr im Fraßgang unter der Rinde der Nahrungspflanze.

## Gefährdung
In Deutschland kommt der Apfelbaum-Glasflügler in allen Bundesländern vor und wird als nicht gefährdet eingestuft.

## Unterarten
Folgende Unterarten sind bekannt:
- Synanthedon myopaeformis myopaeformis
- Synanthedon myopaeformis typhiaeformis
- Synanthedon myopaeformis cruentata
- Synanthedon myopaeformis graeca
- Synanthedon myopaeformis luctuosa